# MILENG CoE

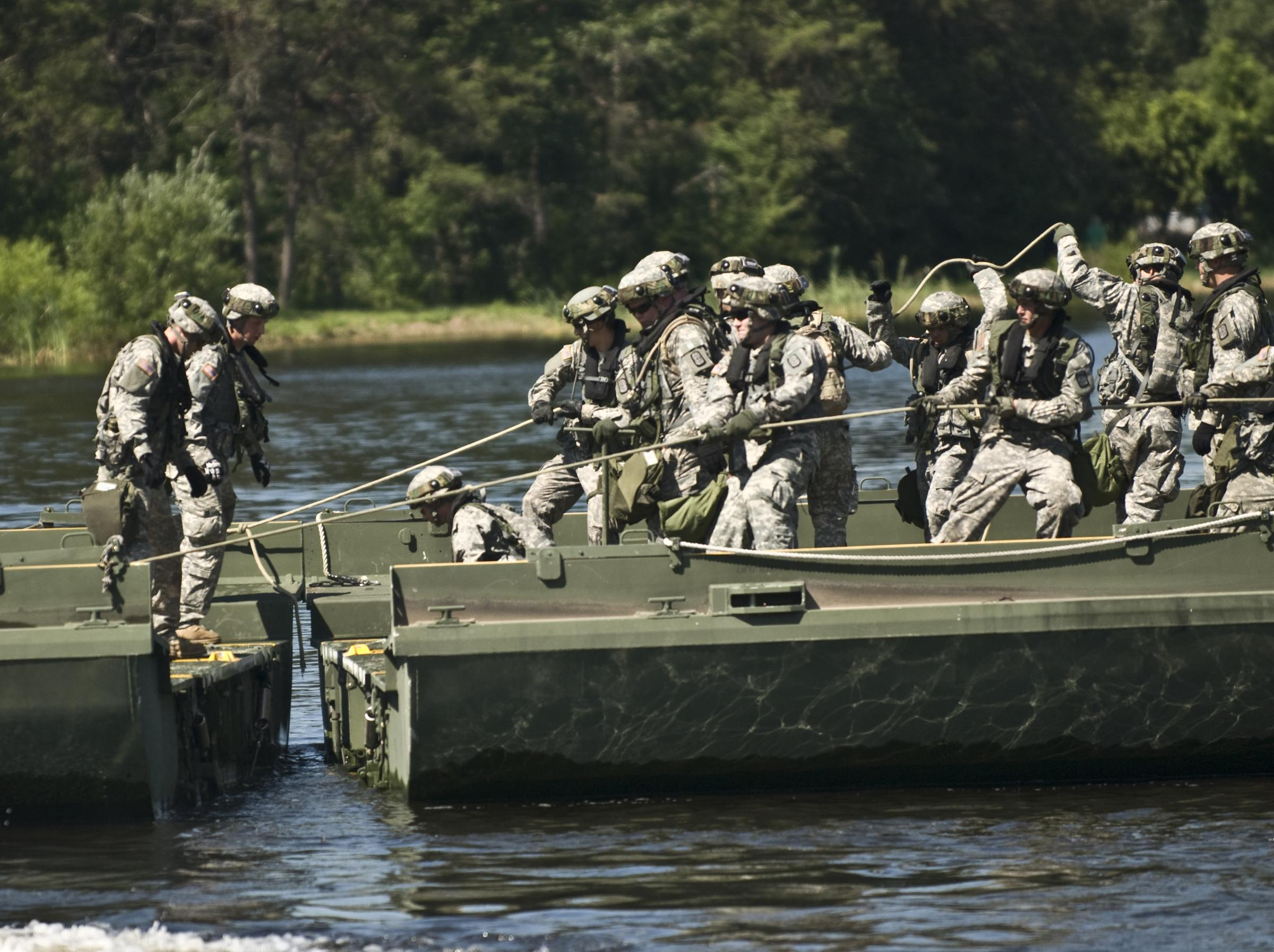
341-а інженерна рота США будує міст

 NATO Military Engineering Centre of Excellence (MILENG CoE) — Воєнно-інженерний центр передового досвіду НАТО .
Головна його місія — допомога державам-членам НАТО, партнерам та іншим країнам в удосконаленні їх воєнно-інженерних спроможностей.

## Діяльність та структура
Діяльність NATO MILENG CoE координує Командування ОЗС НАТО з питань трансформації. Центр тісно взаємодіє з воєнно-інженерною робочою групою НАТО (MILENG WG), що діє в рамках CNAD.
Основними структурними елементами MILENG CoE є керівний комітет та директорат у складі відділу матеріального забезпечення та фахових відділів. Усі структурні підрозділи MILENG CoE розташовані у м. Інгольштадт, Німеччина.
MILENG CoE проводить щорічні курси:
- NATO Tactical Military Engineering Course (NTMEC),
- NATO Operational Military Engineering Course (NOMEC),
- NATO Infrastructure Assessment in Support of Planning Course (NIASPC),
- Military Engineering Multinational Advisory Course (MEMAC),
- Military Engineering Multinational Basic Course (MEMBC),
- NATO Military Environmental Protection, Practices & Procedures Course (NMEPPPC),
- International Bridge Assessment Course (IBAC),
- Infra Assessement Course.

## Країни-спонсори
Центр функціонує за підтримки  17 країн-спонсорів:
- Бельгія
- Канада
- Чехія
- Данія
- Франція
- Німеччина
- Греція
- Угорщина
- Італія
- Нідерланди
- Норвегія
- Польща
- Румунія
- Іспанія
- Туреччина
- США
- Велика Британія